# Kentropyx borckiana
Kentropyx borckiana — вид ящірок родини теїдових (Teiidae). Мешкає в Гвіані та на Карибах.

## Опис
Довжина Kentropyx borckiana (без врахування хвоста) становить 100 мм. Голова і шия зеленуваті, горло біле, боки коричневі, нижня частина тіла рожевувата. Верхня частина тіла сіра або рожевувато-коричнева, по боках йдуть світлі смуги з темними краями.

## Поширення й екологія
Kentropyx borckiana мешкають у прибережних районах Гаяни, Суринаму та Французької Гвіани, а також на Барбадосі. Вони живуть у різноманітних відкритих місцевостях, зокрема в садах. Розмножуються шляхом партеногенезу: в музеях є близько 100 жіночих екземплярів цього виду і жодного чоловічого. Відкладають яйця.